# Primera División 2000 (Cile)
La Primera División 2000 fu la sessantanovesima edizione del massimo campionato cileno. Il campionato fu vinto dall'Universidad de Chile per l'undicesima volta nella sua storia.

## Formula
La Federazione cilena scelse di semplificare la formula del campionato rispetto all'anno precedente e optò per un girone unico all'italiana. La Liguilla Pre-Libertadores è una fase di play-off che serve a determinare la terza squadra cilena classificata alla Copa Libertadores.

## Classifica
| Pos. | Squadra               | G  | V  | N  | S  | GF | GS | DR  | P  |
| ---- | --------------------- | -- | -- | -- | -- | -- | -- | --- | -- |
| 1    | Universidad de Chile  | 30 | 18 | 7  | 5  | 62 | 17 | 35  | 61 |
| 2    | Cobreloa              | 30 | 15 | 7  | 8  | 35 | 36 | 17  | 52 |
| 3    | Colo-Colo             | 30 | 13 | 10 | 7  | 58 | 46 | 12  | 49 |
| 4    | Unión Española        | 30 | 13 | 9  | 8  | 43 | 38 | 5   | 48 |
| 5    | Deportes Concepción   | 30 | 11 | 11 | 8  | 51 | 42 | 9   | 44 |
| 6    | Universidad Católica  | 30 | 11 | 10 | 9  | 28 | 30 | -2  | 43 |
| 7    | Santiago Wanderers    | 30 | 10 | 11 | 9  | 47 | 46 | 1   | 41 |
| 8    | Audax Italiano        | 30 | 11 | 7  | 12 | 38 | 34 | 4   | 40 |
| 9    | Palestino             | 30 | 11 | 7  | 12 | 45 | 44 | 1   | 40 |
| 10   | Santiago Morning*     | 30 | 10 | 8  | 12 | 47 | 54 | -7  | 38 |
| 11   | Coquimbo Unido        | 30 | 10 | 6  | 14 | 36 | 47 | -11 | 37 |
| 12   | O'Higgins             | 30 | 10 | 6  | 14 | 43 | 52 | -9  | 36 |
| 13   | Huachipato            | 30 | 9  | 7  | 14 | 44 | 48 | -4  | 34 |
| 14   | Deportes Puerto Montt | 30 | 9  | 7  | 14 | 42 | 54 | -12 | 31 |
| 15   | Everton               | 30 | 8  | 9  | 13 | 41 | 53 | -12 | 30 |
| 16   | Provincial Osorno     | 30 | 5  | 8  | 17 | 37 | 64 | -27 | 23 |

|  | Campione. Qualificata alla Coppa Libertadores 2001 |
|  | Qualificata alla Coppa Libertadores 2001           |
|  | Qualificata per la Liguilla Pre-Libertadores       |
|  | Retrocessa in Primera B                            |

## Liguilla Pre-Libertadores

### Semifinali
| Santiago del Cile 19 dicembre 2000 | Universidad Católica | 2 – 1 | Santiago Morning |  |

| Talca 19 dicembre 2000 | Audax Italiano | 0 – 1 | Deportes Concepción |  |

### Finale
| Talca 21 dicembre 2000 | Universidad Católica | 2 – 3 | Deportes Concepción |  |

## Verdetti
- Universidad de Chile campione del Cile
- Universidad de Chile, Cobreloa e Deportes Concepción qualificate alla Coppa Libertadores 2001.
- Everton e Provincial Osorno retrocesse in Primera B.

## Classifica marcatori
| Gol |  |  | Giocatore          | Squadra              |
| --- |  |  | ------------------ | -------------------- |
| 26  |  |  | Pedro González     | Universidad de Chile |
| 20  |  |  | Jaime Riveros      | Cobreloa             |
| 16  |  |  | Jorge Díaz Tévez   | Coquimbo Unido       |
| 16  |  |  | Reinaldo Navia     | Santiago Wanderers   |
| 15  |  |  | Juan Quiroga       | Dep. Puerto Montt    |
| 14  |  |  | Sebastián González | Colo-Colo            |
| 14  |  |  | Fernando Martel    | Santiago Morning     |
| 12  |  |  | Nicolás Tagliani   | Palestino            |
| 12  |  |  | Fernando Vergara   | Colo-Colo            |
| 12  |  |  | José Luis Díaz     | Huachipato           |
| 12  |  |  | Luis Ceballos      | Unión Española       |
| 11  |  |  | Mauricio Dinamarca | O'Higgins            |
| 11  |  |  | Hugo Brizuela      | Universidad Católica |
| 11  |  |  | Diego Rivarola     | Universidad de Chile |
| 10  |  |  | Marco Olea         | Audax Italiano       |
| 10  |  |  | Silvio Fernández   | Osorno               |
| 10  |  |  | Ricardo Queraltó   | Unión Española       |
| 10  |  |  | Domingo Arévalo    | Santiago Wanderers   |
| 9   |  |  | Richard Zambrano   | Audax Italiano       |
| 9   |  |  | Mauricio Pozo      | Dep. Concepción      |
| 9   |  |  | Marcelo Suárez     | Huachipato           |
| 9   |  |  | Sergio Gioino      | Huachipato           |
| 9   |  |  | Ricardo Viveros    | O'Higgins            |
| 8   |  |  | Eduardo Bennett    | Cobreloa             |
| 8   |  |  | Mario Cáceres      | Everton              |
| 8   |  |  | Moisés Ávila       | Everton              |
| 8   |  |  | Eric Lecaros       | Dep. Puerto Montt    |
| 7   |  |  | José Luis Sierra   | Colo-Colo            |
| 7   |  |  | Alcidio Fleitas    | O'Higgins            |
| 7   |  |  | Luis Díaz          | Osorno               |
| 7   |  |  | Clovis Bento       | Palestino            |
| 7   |  |  | Patricio Galaz     | Palestino            |
| 7   |  |  | Francisco Arrué    | Santiago Morning     |
| 7   |  |  | Marcelo Corrales   | Santiago Wanderers   |
| 7   |  |  | Juan Carlos Madrid | Universidad Católica |
| 7   |  |  | Rodrigo Barrera    | Universidad de Chile |
| 6   |  |  | Arturo Norambuena  | Universidad Católica |
| 6   |  |  | Mario Núñez        | Universidad Católica |
| 5   |  |  | Marcelo Caro       | Audax Italiano       |
| 5   |  |  | Néstor Contreras   | Audax Italiano       |
| 5   |  |  | Paolo Vivar        | Cobreloa             |
| 5   |  |  | André Gomes        | Coquimbo Unido       |
| 5   |  |  | José Luis Sánchez  | Dep. Puerto Montt    |
| 5   |  |  | Mauricio Tampe     | Dep. Puerto Montt    |
| 5   |  |  | Jaime Muñoz        | Osorno               |
| 5   |  |  | Francis Ferrero    | Santiago Morning     |
| 5   |  |  | Rodrigo Sanhueza   | Santiago Morning     |
| 5   |  |  | Rodrigo Valenzuela | Unión Española       |
| 5   |  |  | Milovan Mirošević  | Universidad Católica |